# Орловська провінція
Орловська провінція — одна з провінцій Московського царства й з 1721 року Російської імперії. Центр — місто Орел.
Орловська провінція була утворена в складі Київської губернії за наказом Петра I «Про устрій губерній і про визначення в них правителів» в 1719 році. До складу провінції були включені міста Орел, Бєльов, Болхов, Мценськ, Новосіль, Чернь. По ревізії 1710 року в провінції налічувалося 16,8 тисяч господарств.
У 1727 році Орловська провінція була включена до складу новоствореної Білгородської губернії.
У листопаді 1775 року поділ губерній на провінції було скасовано.